# Chaitanya Tamhane
Chaitanya Tamhane (en marathi: चैतन्य ताम्हाणे) (Bombai, Maharashtra, 1 de març de 1987) és un guionista i director de cinema indi.

## Biografia
Chaitanya Tamhane es va graduar en literatura anglesa per la Mithibai College of Arts. És autor d'un llarg documental, Four step plan (2006), sobre les tendències del plagi al cinema indi. Va escriure una obra de teatre Grey Elephants in Denmark, que va ser un èxit de públic i de crítica. Six Strands (2010), el seu primer curtmetratge de ficció es va projectar en festivals internacionals: Festival Internacional de Cinema de Rotterdam, Festival Internacional de Cinema de Clermont-Ferrand, Festival Internacional de Cinema d'Edinburg, Slamdance, etc.
Chaitanya Tamhane és el guionista i director de la pel·lícula en marathi Court, una pel·lícula dramàtica de la sala de tribunals de 2014, guanyadora. de nombrosos premis en festivals internacionals, nominat als Asian Film Award al millor guionista i seleccionat per representar l'Índia als Premis Oscar de 2015 a la millor pel·lícula en llengua estrangera. L'estrena de Court  té lloc a la 71a Mostra Internacional de Cinema de Venècia on rep el Lleó del Futur, premi a la millor primera pel·lícula i el premi Orizzonti a la millor pel·lícula. Des de llavors, la pel·lícula ha guanyat setze premis internacionals en diferents festivals de prestigi. Chaitanya Tamhane va ser citat recentment a la llista de Forbes India com un dels 30 joves indis amb més talent de la seva generació. La pel·lícula, que marca el seu debut com a director, examina el sistema legal indi a través del judici d'un cantant folk envellit en una jurisdicció inferior de Bombai.
El segon llargmetratge de direcció de Tamhane, The Disciple (2020) es va estrenar al 77a Mostra Internacional de Cinema de Venècia. A Venècia, la pel·lícula va guanyar el premi FIPRESCI presentat per la Federació Internacional de la Premsa Cinematogràfica (FIPRESCI) i el premi al millor guió.

## Filmografia
- Six Strands (2011) [curtmetratge]
- Death of a Father (2014) [curtmetratge]
- Court (2014)
- The Disciple (2020)

## Premis
- Millor pel·lícula Court als 62ns National Film Awards, 2015
- Millor pel·lícula Court al Buenos Aires Festival Internacional de Cinema Independent, 2015.[8]
- Millor llargmetratge asiàtic, Court al Festival Internacional de Cinema de Singapur, Silver Screen Awards 2014
- Millor guió, The Disciple a la Mostra Internacional de Cinema de Venècia, 2020
- Millor guió, The Disciple als 15ns Asian Film Awards 2021